# Alois Poltnigg
Alois Poltnigg (* 19. Juni 1871 in Stift Griffen/Grebinjski klošter; † 18. Oktober 1914 in Przemyśl, Kgr. Galizien (heute Polen)) war Stadtbaumeister in Villach und Politiker.

## Leben
Poltnigg war der Sohn des gräflichen Forstmeisters Andreas Poltnigg und dessen Ehefrau Amalia geborene Grüner (* 5. Juli 1831). Er war vor 1900 evangelisch AB und konvertierte dann zum römisch-katholischen Glauben. Er heiratete am 13. Februar 1900 Antonia Vukasovič (* 13. Juni 1871). Aus der Ehe gingen keine Kinder hervor.
Poltnigg war von 1902 bis 1914 Besitzer eines Ziegelwerkes in Pöckau. Er war Mitglied der Kärntner Handelskammer und des Villacher Gemeinderates.
Vom 21. September 1909 bis zu seinem Tod am 18. Oktober 1914 war er Abgeordneter im Kärntner Landtag. Er war Mitglied des Bau- und des Schulausschusses und gehörte dem Klub DVP an.
Im Ersten Weltkrieg leistete er Kriegsdienst und fiel am 18. Oktober 1914 in Przemyśl. Er wurde posthum mit dem Militärverdienstkreuz III. Klasse mit der Kriegsdekoration ausgezeichnet.